# NGC 4555
NGC 4555 é uma galáxia elíptica localizada a cerca de trezentos milhões de anos-luz (aproximadamente 91,97 megaparsecs) de distância na direção da constelação da Cabeleira de Berenice. Possui aproximadamente cento e vinte cinco mil anos-luz de diâmetro, uma magnitude aparente de 12,4, uma declinação de +26º 31' 22" e uma ascensão reta de 12 horas 35 minutos 41,3 segundos.